# Rinorea strictiflora
Rinorea strictiflora là một loài thực vật có hoa trong họ Hoa tím. Loài này được (Oliv.) Exell & Mendonça miêu tả khoa học đầu tiên năm 1937.